# Paepalanthus obconicus
Paepalanthus obconicus är en gräsväxtart som beskrevs av Silveira. Paepalanthus obconicus ingår i släktet Paepalanthus och familjen Eriocaulaceae. Inga underarter finns listade i Catalogue of Life.